# 田村雄一 (大気電気学者)
田村 雄一（たむら ゆういち、1904年（明治37年）9月27日 - 1981年（昭和56年）8月15日 ）は、日本の教育者・大気電気学者。京都大学名誉教授、岡山県高梁市出身。

## 経歴

### 生い立ち
1904年（明治37年）に岡山県川上郡吹屋町（現：高梁市成羽町吹屋）で生まれる。その後は地元に近い旧制高梁中学（現：岡山県立高梁高校）へ進学し、1922年（大正11年）に卒業。旧制第六高等学校を経て、1925年（大正14年）京都帝国大学へ入学。同大学工学部電気工学科を1928年（昭和3年）に卒業した。卒業論文は「電光と避雷」であり、これが田村の将来を決めた。

### 大気電気学研究者として
田村は、京大卒業後、発電所か鉄道関係への就職を考えていたが、同大学理学部物理学教室から大気電気の研究助手の話があり、長谷川万吉教授の研究室に入った。田村が学生の頃は、未だ強電分野しかなく、弱電分野の電子工学はなかった。長谷川教授の指導の下で地球電磁気学を研究した。1932年から1933年にかけて、京大の阿蘇火山研究所で行われた第2回国際極年観測に協力し、地磁気観測とその解析を担当した。その後、回転集電器を改良し、雷雲の電気的特性に関する観測を行い、1937年から1940年には別府で継続的に観測を続けた。これらの成果をもとに、1940年に「雷雲内の電気分布について」という論文を発表し、1943年にはその補遺として「雷雲の電気について」を発表した。これにより、1945年に理学博士の学位を取得。彼の研究の特徴は、雷雲内の電荷分布が雷雲の発生から老年期にかけて変化し、初期には上負下正、最盛期には正負正、老年期には上正下負となることを発見した点である。

### 第二次世界大戦後
大戦後、田村は1955年から1960年にかけて、京都市を中心に10地点で回転集電器を使い、夏の雷雲と冬のしぐれ雲の電気の同時観測を行い、解析した。この業績は重要であり、博士の研究方法は多くの観測結果を実証的に解析し、普遍的な事実を抽出する点に特徴があった。1966年には、気象研究ノートに「雷雲の電気的構造」を寄稿し、成果を発表した。また、1954年、1958年、1963年には国際大気電気会議に招待され、研究発表を行った。1968年には、京都大学教授を退官した。同年、日本大気電気学会を設立し、国際大気電気学会の日本委員長としても活躍した。定年退官後は、京都産業大学で12年間教授として教育に尽力した。1980年に退職した。

## エピソード
田村は、挨拶や演説が苦手であったが、文人墨客としての才能もあった。電気工学科出身で大気電気学を専攻していたため、フランクリンやファラデーのような科学者のイメージが強く、周囲からは詩や書画には縁がないように思われていた。現役時代は多忙で写生をする時間がなかったが、教授を退官後にその趣味を集大成し、「紅柄の町、吹屋の想い出」という本を出版した。この本は、岡山県吉備高原の吹屋町にある生家周辺や文化遺産を描いた水彩画と、歴史的な解説文が散りばめられている。田村は毎年夏に吹屋町に帰省し、その地域の風景や歴史的建物を丹念にスケッチしていた。
田村が生まれ育った吹屋町は、江戸時代から知られる鉱山街であり、特に吹屋銅山が有名であった。明治時代には、硫化鉄鉱石を酸化・還元して赤色顔料の紅柄（酸化第二鉄）を製造する町としても知られるようになった。吹屋集落の町並みは、ベンガラ格子と石州瓦を使った赤褐色の重厚な商家が並び、その景観は1974年（昭和49年）に岡山県の「ふるさと村」に指定された。田村が自費出版を試みた時期と重なる。また、亡くなる少し前の1977年（昭和52年）には、吹屋町は岡山県で初めて、国の重要伝統的建造物群保存地区に認定された。